# Sartajada (kommunhuvudort)
Sartajada är en kommunhuvudort i Spanien.   Den ligger i provinsen Toledo och regionen Kastilien-La Mancha, i den centrala delen av landet, 100 km väster om huvudstaden Madrid. Sartajada ligger 457 meter över havet och antalet invånare är 134.
Terrängen runt Sartajada är huvudsakligen kuperad, men åt nordost är den platt.Runt Sartajada är det glesbefolkat, med 13 invånare per kvadratkilometer. Närmaste större samhälle är Sotillo de la Adrada, 19,8 km öster om Sartajada. 